# Gruta do Pico do Funil
A Gruta do Pico do Funil é uma gruta portuguesa localizada na freguesia do Porto Judeu, concelho de Angra do Heroísmo, ilha Terceira, arquipélago dos Açores.
Esta cavidade apresenta uma geomorfologia de origem vulcânica em forma de tubo de lava localizado em encosta.
Este acidente geológico apresenta um comprimento de 60 m. e devido às suas carateristicas geológicas e à área em que se incere encontra-se classificada como fazendo parte da Rede Natura 2000.